# WWE Elimination Chamber: Toronto
Elimination Chamber: Toronto (также возможно упоминание как Elimination Chamber (2025)) — пятнадцатое в истории шоу Elimination Chamber. Это будет премиум-шоу производства американского рестлинг-промоушна WWE, которое было проведено 1 марта 2025 года на стадионе «Роджерс Центр» в канадском городе Торонто. Мероприятие бвло показано по традиционной системе pay-per-view (PPV) по всему миру, а также на сервисе WWE Network, который в разных регионах мира доступен на разных площадках, в частности, в США, Канаде и ряде других стран шоу покажут на Netflix. Это стало первое Elimination Chamber, которое было показано на Netflix.
Elimination Chamber: Toronto стало вторым шоу с таким названием, которое прошло в Канаде. Также это четвертое подряд шоу с таким названием, которое проведут за пределами США. Второй год подряд в официальном названии шоу не упоминается год проведения, зато указан город, где шоу будет организовано.

## Организация

### Предыстория Elimination Chamber
Elimination Chamber — шоу, впервые проведенное американским промоушеном WWE в 2010 году. С тех пор оно проводится каждый год, за исключением 2016 года, обычно в феврале. Концепция мероприятия заключается в том, что внутри структуры Elimination Chamber (рус. Ликвидационная камера) проводятся один или два матча, в которых на кону стоят либо чемпионские титулы, либо будущие шансы на чемпионство.
В 2011 году и с 2013 года в Германии это шоу называлось как No Escape, поскольку было высказано опасение, что название «Ликвидационная камера» может напомнить людям о газовых камерах, использовавшихся во время Холокоста. Вместе с тем, в 2024-м году ведущие немецкие медиа, освещая организацию и проведение шоу, использовали также и оригинальное название «Elimination Chamber» — как напрямую, так и в качестве пояснения.
В 2023 м году шоу с таким названием уже проводилось в Канаде, это также был Торонто, но другая арена — крытый стадион Скоушабэнк-арена.

### Предыстория шоу в Канаде
Канада — страна с богатыми традициями рестлинга. Уже в 30е годы XX века там работал один из самых влиятельных и заметных промоушнов своего времени — Maple Leaf Wrestling. В Канаде родились многие значимые и популярные рестлеры всех времен — Родди Пайпер, Брет Харт, Крис Джерико, Эдам Коупленд и многие другие. В Канаде были четыре основных территории, где работали свои промоушны — Монреаль, Калгари, Ванкувер и Торонто. В середине 80х Канаду начал активно осваивать World Wrestling Federation. Винс Макмэн младший выкупил организации в Монреале, Торонто и Калгари (хотя Stampede Wrestling был позже продан обратно). Монреаль и Торонто стали значимыми городами для организации шоу WWF/WWE на долгие годы вперёд.

### Организация и проведение шоу

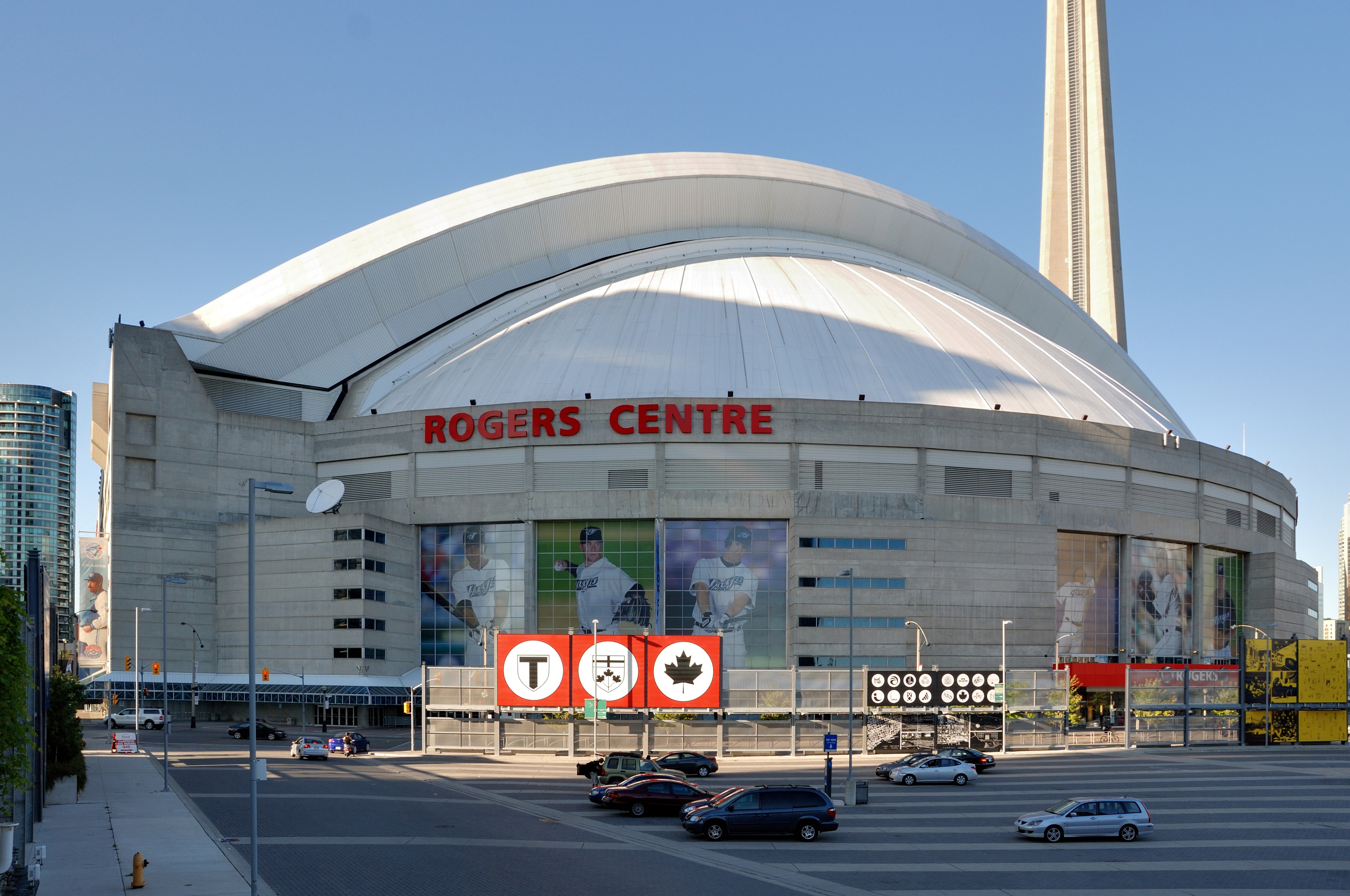
Шоу будет проведено «Роджерс Центр» в канадском городе Торонто.

8 ноября 2024 года было объявлено, что шоу с названием «Elimination Chamber» будет проведено в канадском городе Торонто, провинция Онтарио. Местом поведения был выбран бейсбольный стадион «Роджерс Центр» вместимостью более 50 тысяч человек. На этой арене в 2002 м году прошла одна из самых ярких WrestleMania — WrestleMania X8. Еще одна WrestleMania на этом стадионе была проведена в 1990 м году — WrestleMania VI.
В феврале 2025 был представлен постер к шоу. Центральной фигурой логотипа стал Джон Сина.
21 февраля объявили, что официальной песней шоу станет New Way Out от певицы Poppy
В Торонто, но в другом зале (Скоушабэнк-арена) уже проходило шоу Elimination Chamber — годом ранее, а в 2024 было проведено Money in the Bank.

### Контракт WWE с Netflix
23 января 2024 года было объявлено о заключении долгосрочного партнёрства WWE и стримингового сервиса Netflix. По этому контракту с начала 2025го года шоу RAW, а также все премиум-шоу WWE можно было смотреть эксклюзивно на Netflix в США, Канаде, странах Латинской Америки. Также документ подразумевал, что со временем Netflix станет основной площадкой для трансляции шоу WWE и в других странах, где существовали свои контракты на показ шоу — по мере завершения сроков действия этих контрактов. Таким образом WrestleMania 41 станет первой, которую будут показывать приоритетно на Netflix. Соглашение рассчитано на 10 лет, сумма, которую боссы Netflix заплатят за контракт, — 5 миллиардов долларов. Также предусмотрены две дополнительные опции: боссы Netflix могут раньше времени отказаться от контракта по истечении 5 лет. И наоборот предусмотрена возможность автоматического продления соглашения еще на 10 лет

## Показ шоу
Как и все остальные Премиум-шоу WWE Elimination Chamber: Toronto будет приоритетно показана на сервисе WWE Network, а также на других площадках, которые купили права на трансляцию эфиров этого сервиса в отдельных странах. В США шоу будет доступно на сервисе Netflix, который приобрёл эти права в 2024 году. Это будет первый показ на Netflix после того, как в течение трёх лет правами на приоритетный показ премиум-шоу WWE обладал сервис Peacock. В тех странах, где Netflix недоступен, а также там, где были ранее заключены эксклюзивные контракты на показ шоу WWE, показ будет осуществляться в соответствии с условиями этих контрактов. Например, WrestleMania в странах Африки (за исключением северной) будет показана на Showmax, в Северной Африке и на Ближнем востоке — на MBC Group, на Филиппинах и в Индонезии — на Disney+, в Австралии — на Binge. Все это расширяет аудиторию показа, поскольку данные сервисы берут существенно меньшую абонентскую плату, чем напрямую WWE Network.
В России легальный просмотр Elimination Chamber будет невозможен из-за того, что в 2022 году WWE Network был заблокирован на территории этой страны, доступ к Netflix был также заблокирован.

## Сюжеты и назначение матчей
Традиционно на шоу WWE рестлеры проводят матчи, развивающие сюжеты и истории. Наиболее частый вид матча — противостояние положительного («фейс») и отрицательного («хил») персонажей. Подготовка матча и раскрытие сути конфликта происходит на телевизионных шоу — в случае основного ростера WWE это Raw и SmackDown.
Концепт шоу состоит в том, что на нём проводятся шестисторонние матчи в специфической структуре «Клетка Уничтожения», за места в которых проводятся отборочные бои.
Первое место в мужской клетке застолбил за собой Джон Сина. Он в июле 2024 года объявил, что планирует завершить выступления в рестлинге в 2025 году, и каждое премиум-шоу этого года станет для него последним. После того, как Сина не смог выиграть Королевскую битву на Royal Rumble, на пресс-конференции после этого шоу он заявил, что заявляется в Elimination Chamber, и это было подтверждено на следующем RAW. Первый отборочный матч состоялся на RAW 3 февраля, где СМ Панк победил Сами Зейна. На SmackDown 7 февраля Дрю Макинтайр победил Джимми Усо и ЛА Найта в трехстороннем матче. На RAW 10 февраля Логан Пол победил Рея Мистерио. Два оставшихся места будут заняты победителями двух отборочных матчей: 14 февраля на SmackDown право на этот бой получил Дамиан Прист, победивший Брона Строумена и Джейкоба Фату. Завершающий отборочный матч прошел 17 февраля на RAW, где Сет Роллинс победил Финна Балора. Учитывая, что победитель Королевской битвы Джей Усо 10 февраля на RAW принял решение, что на WrestleMania 41 проведёт матч за Чемпионство Мира в тяжелом весе против Гюнтера, победителю мужской Клетки уничтожения предположительно достанется матч против Коди Роудса за Неоспоримое чемпионство WWE.
Квалификация в женский матч началась 3 февраля на RAW: Лив Морган победила Ийо Скай по дисквалификации после того, как Рея Рипли ударила её, пытаясь защитить от вмешательства Ракель Родригес. На Smackdown 7 февраля Бьянка Белэйр победила Пайпер Нивен, а Алекса Блисс — Кэндис Лерэй. На RAW 10 февраля Бэйли победила Лайру Валькирию. На SmackDown 14 февраля в матч квалифицировалась Командная чемпионка Наоми, победившая Чемпионку США Челси Грин в матче без титулов на кону. Заключительный отборочный матч прошел на RAW 17 февраля, где Роксана Перес победила Ракель Родригес. За 6 дней до шоу, на RAW 24 февраля Морган и Родригес победили Билэйр и Наоми, став новыми Командными чемпионкми WWE. Победительница матча в клетке получит право на бой за Женское мировое чемпионство на WrestleMania. После того, как выигравшая Королевскую Битву на Royal Rumble Шарлотт Флэр объявила на Smackdown 14 февраля, что выбирает матч против Женской чемпионки WWE Тиффани Стрэттон, матч в Женской клетке на Уничтожение автоматически стал боем за претендентство на Женское чемпионство Мира, которым на момент шоу владела Рея Рипли.
На RAW 20 января Кевин Оуэнс обратился к соотечественнику и старинному другу и врагу Сами Зэйну с намёком на то, что ожидает от него поддержки на Royal Rumble, где Оуэнса ожидал матч с лестницами за Неоспоримое чемпионство Вселенной WWE. Зэйн действительно оказался у ринга во время Royal Rumble, когда Оуэнс получил мощные атаки оппонента, однако он никак не повлиял на исход матча и не помешал Коди Роудсу одержать победу. На RAW 3 февраля Сами Зэйн проиграл свой отборочный матч в Клетку уничтожения, и после этого Кевин Оуэнс появился на ринг и напал на Зэйна, проведя ему свой коронный «Пэкадж пайлдрайвер». Зэйн получил повреждения позвоночника, которые озвучили неделей позже (повреждения — очевидно сюжетные). После того, как рестлеры обменялись заявлениями, сделанными в формате записанных видео, Сами Зэйн приехал лично на RAW 17 февраля, где потребовал матч против Кевина Оуэнса. Генеральный менеджер RAW Эдам Пирс отказал ему в этой просьбе, сославшись на вердикты врачей. Но он оказался не против, чтобы этот матч был проведен на премиум-шоу, пусть и в несанкционированном режиме. На SmackDown 21 февраля было показано видео, которое Кевин Оуэнс записал для обращения к Зэйну. По ходу видео выяснилось, что Оуэнс снимал его из-за двери дома Зэйна, и Кевин направил камеру на семью Сами, которая была внутри. Оуэнс и Зэйн до этого шоу провели огромное количество матчей друг против друга и в одной команде. Эти матчи проходили и на уровне инди, и уже в WWE. Предыдущим на момент шоу сюжетом рестлеров было командное чемпионство, которое они в 2023 году выиграли на WrestleMania у братьев Усо, и проиграли осенью того же года Судному дню.
Летом 2024 года на SmackDown объединились две рестлерши, обладавшие гарантированными титульными матчами: «Королева ринга» Ная Джекс и обладательница контракта «Деньги в банке» Тиффани Стрэттон. На SummerSlam Стрэттон помогла Джекс выиграть титул у Бэйли, вмешавшись в ее матч. После этого Джекс манипулировала Стрэттон, убеждая, что реализовывать контракт на ней не будет иметь никакого смысла. С октября к их альянсу на правах девочки на побегушках присоединилась Кэндис Лерэй. Несколько раз Стрэттон намекала на то, что воспользуется своим правом на матч, и, наконец, на SmackDown 3 января сделала это. Тиффани помогла Джекс защитить титул от Наоми, после чего заявила о намерении реализовать контракт и в коротком матче победила Джекс, забрав у нее Чемпионство. 1 февраля на Royal Rumble в Королевской битве приняла участие ветеран и бывшая чемпионка Триш Стратус. Она провела в матче около 13 минут, элиминировала из Битвы Кэндис Лерэй, а ее саму удалила Ная Джекс. 14 февраля на SmackDown Тиффани Стрэттон защищала титул Чемпионки от Наи Джекс, и этот матч завершился дисквалификацией после того, как Лерэй напала на Стрэттон. После матча Джекс и Лерэй напали на Стрэттон, которой пришла на помощь Стратус, находившаяся в зале. Позже Стратус озвучила намерения появиться на шоу Elimination Chamber, которое было запланировано к проведению в Канаде. Неделей позже на SmackDown 21 февраля Джекс напала на Стрэттон после ее матча против Лерэй. На помощь чемпионк снова пришла Стратус, и Ная Джекс при поддержке Лерэй снова оказалась сильнее, проведя обеим оппоненткам фирменный «Аннаялейтор». После этого на премиум-шоу был назначен командный матч.
Еще одним важным сюжетом к шоу стало противостояние Рока и Неоспоримого чемпиона Вселенной WWE Коди Роудса. В апреле 2024 года на WrestleMania XL Рок был участником главного матча в первый день, в котором он и тогдашний Чемпион Роман Рейнс победили Коди и Сета Роллинса. По условиям, мэйн-ивент второго дня — матч за Чемпионство между Рейнсом и Роудсом — прошел по правилам Кровной связи. В матч было много вмешательств, одно из которых совершил Рок, однако Коди всё равно смог победить и стать новым Чемпионом. На следующий день на RAW Коди и Рок встретились на ринге и договорились о том, что они обязательно проведут матч в будущем, не оговорив точно, где и когда. Также после WrestleMania Рок, ставший в начале года членом Совета директоров TKO, получил значительное количество акций в качестве оплаты его выступлений. В течение года Рок продвигал свою карьеру вне рестлинга, в частности, он стал актёром с самой большой аудиторией в TikTok, состоялась премьера мультфильма «Моана 2», где он озвучил главного героя, а также подписал договор о сотрудничестве с Disney, подтвердив его уже в следующем году. Рок вернулся осенью на шоу Bad Blood, где он вышел на сцену после решающего матча, откуда салютовал Роудсу и Роману Рейнсом, одержавшим победу, а затем жестом досчитал до трех, а затем коснулся горла: этих жестов так в итоге никто и не понял. Вскоре после этого пошли слухи о том, что Рок пропустит WrestleMania 41 из-за своей занятости, и, якобы поэтому Року и Роудсу устроили примирение. Следующее появление Рока состоялось на премьере RAW на Netflix 6 января 2025 года, где он снова обратился к Роудсу, вызвал его на ринг и произнес речь, из которой следовало, что они друзья. 21 февраля Рок приехал на SmackDown, где среди прочего обратился к Коди Роудсу с предложением стать его корпоративным чемпионом, обещая взамен золотые горы. В этой своей речи Рок несколько раз выступил и как положительный персонаж, и как отрицательный, что смутило некоторых обозревателей. Рок дал Роудсу 8 дней, чтобы принять решение и озвучить его на Elimination Chamber. Неделей позже на SmackDown 28 февраля Рок напомнил о своем предложении и подарил Роудсу дорогой автомобиль.

## Матчи
| №                               | Результаты                                                                                    | Условия                                                                                                 | Время |
| ------------------------------- | --------------------------------------------------------------------------------------------- | --- | ----- |
| 1                               | Бьянка Белэйр победила Лив Морган, vs Алекса Блисс, Бэйли, Наоми и Роксана Перес              | Матч Elimination Chamber за право матча за Женское чемпионство Мира на WrestleMania 41                  | 29:15 |
| 2                               | Женская чемпионка WWE Тиффани Стрэттон и Триш Стратус победили Наю Джекс и Кэндис Лерэй       | Командный матч                                                                                          | 11:41 |
| 3                               | Сами Зейн vs Кевин Оуэнс                                                                      | Несанкционированный матч                                                                                | 27:35 |
| 4                               | Джон Сина победил СМ Панка vs Дрю Макинтайра vs Логана Пола vs Дамиана Приста и Сета Роллинса | Матч Elimination Chamber за право матча за титул Неоспоримого Чемпиона Вселенной WWE на WrestleMania 41 | 32:36 |
| - (ч) – чемпион на начало матча |                                                                                               | |       |